# Pochering
Pochering er en madlavningsteknik, der involverer lavtemperatur-tilberedning af mad nedsænket i en væske, såsom vand, mælk, bouillon eller vin.
Pochering adskiller sig fra de andre "fugtig varme" tilberedningsmetoder, såsom simren og kogning, ved at den bruger en relativt lavere temperatur (ca. 70-80 °C). Dette temperaturområde gør det særligt velegnet til sarte fødevarer, såsom æg, fjerkræ, fisk og frugt, som let kan falde fra hinanden eller tørre ud ved hjælp af andre tilberedningsmetoder. Pochering betragtes ofte som en sund madlavningsmetode, fordi den ikke bruger fedt til madlavning eller tilsmagning.